# Colbordolo
Colbordolo (Colbórdlë in dialetto gallo-piceno) è una frazione di 294 abitanti del comune di Vallefoglia, nella provincia di Pesaro e Urbino nelle Marche.
Sino al 31 dicembre 2013 costituiva un comune autonomo di 6 236 abitanti  assieme alle frazioni di Bottega, Cappone, Montefabbri, Pontevecchio, Talacchio, Morciola, Piana di Talacchio e Monte di Colbordolo. Il comune di Colbordolo confinava con i comuni di Montecalvo in Foglia, Montelabbate, Petriano, Sant'Angelo in Lizzola, Tavullia, Urbino e Mondaino (RN).

## Storia

Vecchio stemma comunale

### Simboli
Lo stemma del comune di Colbordolo era stato riconosciuto con il decreto del capo del governo dell'11 ottobre 1932.
Il gonfalone era un drappo partito di bianco e di azzurro.

## Società

### Evoluzione demografica
Abitanti censiti entro i vecchi confini comunali

Oltre al dato relativo ai vecchi confini comunali, presente sopra, si fornisce il dato relativo al solo centro abitato di Colbordolo:
| Abitanti del centro abitato di Colbordolo | Abitanti del centro abitato di Colbordolo | Abitanti del centro abitato di Colbordolo |
| 1991                                      | 2001                                      | 2011                                      |
| ----------------------------------------- | ----------------------------------------- | ----------------------------------------- |
| 262                                       | 271                                       | 294                                       |

### Etnie e minoranze straniere
Secondo i dati ISTAT al 31 dicembre 2011 gli stranieri residenti nella frazione erano 35, pari all'11,9% della popolazione.

## Economia
Colbordolo comprende numerose piccole e medie imprese di diversi settori, ma in modo particolare nell'arredamento, di cui la vicina zona industriale di Talacchio costituisce un "distretto".

Territorio dell'ex comune di Colbordolo nella provincia di Pesaro e Urbino

## Amministrazione
| Periodo        | Periodo          | Primo cittadino    | Partito                            | Carica  | Note   |
| -------------- | ---------------- | ------------------ | ---------------------------------- | ------- | ------ |
| 8 ottobre 1985 | 6 giugno 1990    | Davide Rugoletti   | Lista civica                       | Sindaco | [ 10 ] |
| 7 giugno 1990  | 23 aprile 1995   | Davide Rugoletti   | Partito Democratico della Sinistra | Sindaco | [ 10 ] |
| 24 aprile 1995 | 13 giugno 1999   | Davide Rugoletti   | Partito Democratico della Sinistra | Sindaco | [ 10 ] |
| 14 giugno 1999 | 12 giugno 2004   | Flavio Fabi        | Centro-sinistra                    | Sindaco | [ 10 ] |
| 13 giugno 2004 | 7 giugno 2009    | Flavio Fabi        | Centro-sinistra                    | Sindaco | [ 10 ] |
| 8 giugno 2009  | 31 dicembre 2013 | Massimo Pensalfini | Lista civica Per Colbordolo        | Sindaco | [ 10 ] |

## Sport

### Calcio
A Colbordolo gioca una squadra di calcio, l'Atletico Gallo Colbordolo, che milita in Eccellenza ed è un'unione sportiva con il comune di Petriano infatti nel nome la parola "Gallo" sì riferisce alla frazione del vicino comune.